# Plungė (gemeente)
Plungė is een van de 60 Litouwse gemeenten, in het district Telšiai.
De hoofdplaats is de gelijknamige stad Plungė. De gemeente telt ongeveer 43.600 inwoners op een oppervlakte van 1105 km².

## Plaatsen in de gemeente
Plaatsen met inwonertal (2001):
- Plungė – 23646
- Varkaliai – 1234
- Plateliai – 1021
- Alsėdžiai – 956
- Žemaičių Kalvarija – 798
- Kuliai – 704
- Šateikiai – 676
- Prūsaliai – 640
- Babrungas – 616
- Stalgėnai – 465